# Макеевка (Нежинский район)
Маке́евка (укр. Макіївка) — село в Нежинском районе Черниговской области Украины, административный центр Макеевской сельской общины. Было центром Макеевского сельсовета, до 17 июля 2020 года было на территории ныне упразднённого Носовского района. Население 1295 человек. Занимает площадь 5,953 км².
Код КОАТУУ: 7423883001. Почтовый индекс: 17152. Телефонный код: +380 4642.

## Власть
Орган местного самоуправления — Макеевский сельский совет. Почтовый адрес: 17152, Черниговская обл., Носовский р-н, с. Макеевка, ул. Центральная, 27.

## История
В XIX веке село Макеевка было волостным центром Макиевской волости Нежинского уезда Черниговской губернии. В селе была Вознесенская церковь.